# Нисимура, Кэнта
Кэ́нта Нисиму́ра (яп. 西村 賢太 Нисимура Кэнта, 12 июля 1967 года, Эдогава, Токио — 5 февраля 2022 года) — японский писатель
, эссеист, литературный критик
В возрасте 23 лет Нисимура познакомился с произведениями писателя Сэйдзо Фудзисавы. Собирание произведений и памятных вещей Фудзисавы мотивировало его к написанию собственных литературных произведений. За свой дебютный роман «Анкё-но ядо» в 2007 году Нисимура получил премию Номы для начинающих писателей. В 2010 году он был награждён премией Рюноскэ Акутагавы за роман «Каторжный поезд» (苦役列車). Также он номинировался на премию Ясунари Кавабаты. Творчество Нисимуры, взявшее за образец произведения Фудзисавы, представляет собой развитие жанра японского эго-романа.
Занимался исследованиями творчества писателя Хидэмицу Танаки.
Скончался 5 февраля 2022 года.